# Asura compsodes
Asura compsodes är en fjärilsart som beskrevs av Turner 1940. Asura compsodes ingår i släktet Asura och familjen björnspinnare. Inga underarter finns listade i Catalogue of Life.